# 言靈
言靈在日本指的是存在於語言中的精靈或靈力。辭典《大辭泉》定義為古代日本人相信存在於言語中不可思議的力量，認為能使說出的話語實現。古代的言（こと）同時指「言語」和「事柄」，暗示了言與事之間存在著緊密的聯繫。言靈的核心信念是，說出的話語能夠影響甚至決定事件的發生。

## 歷史
在日語中，「言霊（ことだま）」一詞最早出現在《萬葉集》的三首和歌。言靈在《古事記》、《風土記》或其他文獻，並未見同名記載。且《萬葉集》的歌編號3254，在萬葉假名中被寫作「事霊」。在上古日語，「こと」的使用可以解釋為「言」或「事」。自近世以來，許多學者認為，這兩者具有同源性。
與言靈信仰最接近的神祇，據信是《古事記》中所出現一言主神：「吾者、雖惡事而一言、雖善事而一言、言離之神、葛城之一言主大神者也。」

### 神祇
一言主神之名「一言主」（Ichikotōnushi）可從漢字構成進行解析：
- 「一（ichi）」意指單一
- 「言（koto）」意指言語、話語
- 「主（nushi）」則意為主人、主宰

其名直接暗示此神祇的特性，即以其單一的言語展現其權威與力量。祂被視為掌管言語力量的偉大神祇。根據《大辭泉》的記載，一言主神是位於大和國葛城山的神祇，以一語斷定善惡的託宣神而聞名。神名解釋與《古事記》中記載的「言離（コトサカ）」息息相關，言離有多種讀法與解釋，強調了神祇宣告的決定性。
一言主神最早的文字記載見於公元712年成書的《古事記》下卷 。書中記載，雄略天皇在位四年（公元460年）前往葛城山狩獵時，遇到一群衣著與天皇一行完全相同的人，他們正從對面的山脊走來 。當雄略天皇詢問其名時，對方回答：「吾先見問、故吾先爲名告。吾者、雖惡事而一言、雖善事而一言、言離之神、葛城之一言主大神者也。」
《日本書紀》也記載了雄略天皇與一事主神（即一言主神）相遇的故事。然而，《日本書紀》版本（公元720年）略有不同，一事主神自稱為現人之神，之後更與天皇一同享受狩獵的樂趣 。

### 朔源
主要源自日本的傳統信仰，特別是神道教。日本古籍《古事記》、《日本書紀》、《萬葉集》中的相關記載，以及研究神道教和日本古代信仰的著作，例：大本教的出口王仁三郎。飛鳥時代的歌人柿本人麻呂，曾寫到日本是一個「言霊の幸わう国」，透過言語的力量帶來幸福的國家。如作品：
|  | しきしまの大和の国は 言霊の幸(さき)わう国ぞ ま幸(さき)くありこそ |

|                          | 言霊の八十の衢に夕占問ふ占正に告る妹はあひ寄らむ |
| ——《柿本朝臣人麻呂歌集》 |                                                  |

對語言力量的信仰在日本有著悠久的歷史，可以追溯到文字記錄出現之前。這種信仰與萬物有靈論（animism）相關，認為包括言語在內的一切事物都寄宿著靈魂。言靈的起源也可能與巫術儀式中使用的咒語和念誦有關。又如《續日本後紀》記載：「日之本的倭國，乃是充滿言玉之國度，此說自古語流傳而來，又由神語傳頌至今。」此時寫作真名言玉，與萬葉假名コトタマ相對。
|                  | 日の本（ヒノモト）の倭（ヤマト）の国（クニ）は 言玉（コトタマ）の當（サキハフ）国とぞ古語（フルコト）に 流来（ナガレキタ）れる神語（カムコト）に伝来（ツタヘキタ）れる。 |
| ——《続日本後紀》 | |

### 言靈學
文字可以傳遞能量，對此的研究就是言靈學。在漢字傳入日本之前，日本有倭文，它有五十音（包括濁音符、半濁音符則有75個），每個音都有意義。

## 跨文化
鬼怪夜間哭泣作為倉頡造字傳說中的一個情節。《淮南子·本經訓》不僅延續倉頡造字說法，更首次詳細記載「昔者蒼頡作書，而天雨粟，鬼夜哭」的傳說。唐代張彥遠在《歷代名畫記》中論及，文字誕生後，「造化不能藏其密，故天雨粟；靈怪不能遁其形，故鬼夜哭。」

### 言語或語言之神
在世界各國文化中，也存在與言語、語言或知識相關的神祇。
辯才天女（Saraswati）是印度教與佛教中的智慧與語言之神，她的神格起源於梨俱吠陀中的薩拉斯瓦蒂河，最初被視為水神，後來逐漸演變為掌管智慧、學習、藝術和語言的女神。祂與瓦克（Vāc）的關係密切。瓦克在吠陀經典代表言語或「神聖之言」，被視為語言的擬人化神祇。瓦克的概念後來與辯才天女融合，使她成為語言、知識與智慧的象徵。在印度教的信仰中，辯才天女不僅掌管語言的力量，也賦予人們辯才與智慧，使說法者的言語更加莊嚴有力。
透特（Thoth）是古埃及神話中的智慧與語言之神，認為是文字、知識、數學與魔法的創造者。祂的形象通常是朱鷺首人身，象徵智慧與書寫。透特被稱為語言之神，因為祂發明了象形文字，記錄神聖知識和宇宙秩序。祂是眾神的書記官，負責記錄世界運作，並在亡者審判時記錄靈魂的善惡。祂是法老與祭司的守護神，確保語言的神聖性與準確性。「透特創造了自己」與赫爾莫波利斯的創世神話有關。在這個神話中，透特被視為自生神，即祂不依賴其他神祇而存在。祂的智慧與言語被認為是宇宙秩序的基礎，透過言語與書寫，祂確立了世界的規則，使混沌轉化為秩序。因此，祂的存在本身就是智慧與創造力的象徵。
希臘/羅馬神話中的赫耳墨斯（墨丘利）被視為言語與語言之神，原因在於祂不僅發明了書寫系統，而且教會人類各種語言。祂與記憶女神寧默辛妮（Mnemosyne）的聯繫，強調了語言與記憶之間的不可分割性。正是通過解釋與「創造」語言，赫耳墨斯使得原本單一語言分化為多元語言，從而成就了語言在溝通與智慧傳承中的神聖地位。
帕帕萊巴（Papa Legba）是海地伏都教中的重要羅瓦（Loa），負責溝通與語言的神祇。祂被視為凡人與神靈之間的橋樑，掌管通往靈界的道路，並決定誰能與神靈交流。帕帕萊巴通曉所有語言，在儀式中負責通向神靈的溝通之門。在海地，祂被視為偉大的話術家，能夠促進理解與交流。祂的形象通常是一位拄著拐杖、戴著寬邊帽、抽著菸斗的老者，並與狗有特殊的聯繫。在伏都教儀式中，帕帕萊巴通常是第一位被召喚的神祇，因為祂掌管通道，決定儀式是否能順利進行。

### 對言語力量的信仰
對語言力量的信仰可說是跨文化普遍存在現象。西方哲學和宗教中的邏各斯（logos）源於古希臘哲學，是一個涵義廣泛的詞彙，通常被翻譯為詞語、理性、邏輯、原則或規律。在不同的哲學家和思想體系中，其含義有所演變：
- 赫拉克利特（Heraclitus）將 Logos 視為宇宙的普遍法則、理性原則，它支配著世間萬物的變化和秩序。他認為 Logos 是不變的真理，存在於自然之中，並對所有尋求它的人開放。
- 斯多葛學派（Stoicism）認為 Logos 是普遍的神聖理性，它內在於自然，並構成了宇宙的秩序。人類的理性是 Logos 的一部分，因此通過理性可以認識宇宙的規律。
- 在基督教神學中，Logos 被賦予了更為深刻的意義，在《約翰福音》中，Logos 被指為「道」，即上帝的話語，與耶穌基督等同，是創造世界並向人類啟示自身的神聖力量。

西方傳統中也有「阿布拉卡達布拉」（Abracadabra）這樣的魔法咒語。雖然薩丕爾-沃爾夫假說（Sapir-Whorf hypothesis）認為語言塑造思想和感知，是一個更複雜和有爭議的議題，但這些例子都表明了人類對於語言力量的普遍認知。

## 真名之於言靈
「言靈」和「真名」是兩個既有聯繫又有區別的概念，都涉及到語言、名稱與力量之間的關係，常見於神話、民俗信仰及奇幻文學中。日本傳統的言靈信仰，雖然也涉及到名字（名字也是語言的一部分），但更側重於「說出口的話語」本身蘊含的靈力，以及這種力量如何影響現實、帶來吉凶或體現神意。例如，在《萬葉集》等古籍中可以看到對言靈的敬畏，但通常不是以「找出萬物的真名來控制它們」這種形式來闡述。

### 真名
真名（True Name / まな）指的是某個存在（人、神、精靈、惡魔、甚至物品）其本質所對應的、獨一無二且通常是秘密的名稱。知道一個存在的「真名」，就等於掌握了其本質，從而能夠對其產生影響、加以控制、束縛或召喚。這個名字往往與其出生、本質或命運緊密相連。

### 概念
強調「知道特定名稱」所賦予的權力。力量來源於對這個隱藏名字的知識，以及它與存在本質的深刻連結。重點在於名字與本質的同一性以及知曉所帶來的支配力。這個概念廣泛存在於世界各地的神話、魔法傳說和奇幻文學中，並非特定於單一文化。雖然日語中也有「真名（まな）」一詞，有時指代漢字相對於假名的用法，但在奇幻語境下通常指True Name。

#### 來源與解釋案例
「知道真名便可控制」的概念在其他文化中更為突出。雖然兩者都涉及語言與力量，但將「知曉真名即可驅使萬物」明確歸於「言靈的領域」的核心定義，更像是後來的詮釋或特定作品中的設定，而非古代文獻對言靈本身的原始定義。
古埃及神話、卡巴拉與猶太神祕主義以及大量的歐洲魔法傳說和現代奇幻文學系列是此概念的經典範例，或諸多虛構作品中，例如在西川秀明的漫畫《惡魔之心》，都曾出現真名的應用。
- 埃及神話：女神伊西斯誘騙太陽神拉說出其秘密真名，從而獲得了祂的部分力量[52]。
- 猶太教：上帝的真名（四字神名YHWH）被認為極其神聖且充滿力量，不可隨意念誦。
  - 學者格哈德·朔勒姆的《猶太神秘主義》系列著作中，對於神的「隱名」（Shem HaMephorash）及其神秘力量有深入探討，與真名賦予控制力的觀念有相似之處[53]。
- 歐洲魔法傳統：魔法書（Grimoire）記載了天使或惡魔的名字，認為念誦這些名字可以召喚或命令它們。
  - 《三書奧秘哲學》（Three Books of Occult Philosophy）[54]：這部文藝復興時期的重要魔法經典，作者將名字視為存在的一種象徵性秘碼，主張了解一個存在的「真名」即掌握其內在力量與命運。
  - 《阿布拉美林魔法書》（The Book of Abramelin）[55]：這本15世紀的魔法祕典詳細介紹了一套儀式系統，強調通過獲得自己及其他存在的真名來掌控與召喚靈體。
- 奇幻文學：在娥蘇拉·勒瑰恩的《地海》系列中，萬物皆有真名，知曉真名是魔法的基礎，能控制該事物或生物。

## 外部連結
- （日語）言霊（読み）コトダマ
- （日語）